# Boeica fulva
Boeica fulva är en tvåhjärtbladig växtart som beskrevs av Charles Baron Clarke. Boeica fulva ingår i släktet Boeica och familjen Gesneriaceae. Inga underarter finns listade i Catalogue of Life.